# Coenosia latitarsis
Coenosia latitarsis är en tvåvingeart som beskrevs av Malloch 1925. Coenosia latitarsis ingår i släktet Coenosia och familjen husflugor. Inga underarter finns listade i Catalogue of Life.